# Milan Jovanović
Milan Jovanović (serbiska: Милан Јовановић), född 18 april 1981 i Bajina Bašta, Jugoslavien (i nuvarande Serbien), är en serbisk före detta fotbollsspelare (anfallare) som avslutade sin karriär i den belgiska klubben RSC Anderlecht. Efter säsongen 2007-2008 blev Jovanović framröstad till den belgiska ligans bästa spelare när han spelade i Standard Liège, och 2009 belönades han med belgiska guldskon som årets bästa spelare i Belgien. Förutom Anderlecht har Jovanović även spelat i FK Vojvodina, FK Sjachtar Donetsk, FK Lokomotiv Moskva, Standard Liège och Liverpool FC.

## Spelarkarriär
Jovanović debuterade i det serbiska landslaget den 2 juni 2007 då Serbien besegrade Finland med 2-0 i en kvalmatch till EM 2008, Jovanović gjorde Serbiens andra mål. Under VM 2010 spelade Jovanivic samtliga Serbiens tre matcher och gjorde det enda målet när Serbien besegrade Tyskland med 1-0.
Den 8 juni 2010 bekräftade Liverpool på sin officiella hemsida att man hade skrivit på ett treårskontrakt med Jovanovic.
Jovanović gjorde sin Liverpool-debut i en vänskapsmatch mot Kaiserslautern den 24 juli 2010. Matchen vann Kaiserslautern med 1-0. Jovanovic gjorde sitt första mål för klubben den 22 september 2010 i en match mot Northampton Town i Carling cup som Liverpool förlorade efter straffar. Efter att ha fått begränsat med speltid under säsongen i Liverpool värvades han sommaren 2011 till Anderlecht.